# Здание Казанской художественной школы
Здание Казанской художественной школы — здание в Казани, построенное в начале XX века в русском стиле.
Здание Казанской художественной школы является яркой достопримечательностью центра города, объектом культурного наследия федерального (общероссийского) значения. В нём размещаются Казанское художественное училище имени Н. И. Фешина (с 2004 года) и Казанский филиал Московского государственного академического художественного института имени В. И. Сурикова (с 2008 года).

## Описание
Здание Казанской художественной школы, расположенное на улице Карла Маркса (дом 70), представляет собой Н-образное в плане трёхэтажное здание с оштукатуренным и побелённым нижним этажом, с кирпичной кладкой под расшивку в верхних этажах.
Общая площадь здания составляет 5232,2 м². Оно стоит в угловой части квартала с значительным отступлением от красной линии застройки.
Архитектурная композиция и декоративное устройство фасадов отличается большим профессионализмом. Нередко встречается утверждение, что внешнее оформление здания — одно из лучших для общественных зданий в Казани. Тёмно-красные кирпичные стены верхних этажей в сочетании со светло-кремовыми первого этажа и такого же цвета архитектурными деталями, вкраплёнными в поверхности стен, придают зданию облик русского терема. Принято считать, что архитектура здания решена под влиянием творчества архитектора А. Н. Померанцева, автора и строителя Новых торговых рядов на Красной площади в Москве.
Главный трёхчастный фасад с двумя боковыми ризалитами имеет симметричную композицию. Парадный вход размещён в центральной части объёма в виде выступающего портика, с высоким пьедесталом и антаблементом. Антаблемент прорезается входной аркой, опирающейся на невысокие колонны из полированного гранита, со стилизованными капителями. Портик завершается карнизом с раскрепованным резным глухим парапетом, являющимся ограждением балкона.
На втором этаже вход акцентируется двумя спаренными трёхчетвертными колоннами, поставленными в простенках между окнами, с капителями, вазами и поясками посередине. Стилизованный антаблемент имеет арочное завершение, связанное с карнизом второго этажа. На крыше по оси входа с отступом от наружной стены возвышается на декоративно обработанной кубообразной надстройке световой шлемовидный фонарь.
В отделке здания использовались лучшие сорта кирпича-железняка, царицынские и ананьинские известняки, белый кукарский камень. Полы настилались паркетом и метлахской плиткой русских заводов, при остеклении окон мастерских применяли зеркальное стекло. Карнизы в интерьерах украшали лепные фризы с атрибутами «свободных художеств» (палитра, кисти и другими):23.

## История
Для организованной в 1895 году Казанской художественной школы в 1900—1905 годах было возведено собственное здание. До этого школа действовала в здании III женской гимназии.
Строительством ведал преподаватель истории архитектуры, теории перспективы и теней, строительного искусства, архитектурного проектирования, черчения, рисования и живописи; организатор архитектурного отделения и заведующий самой школы (в 1898—1900 годах) — Карл Людвигович Мюфке. Наряду с предыдущим заведующим Н. Н. Бельковичем, он был членом Попечительского комитета и участвовал в решении вопроса о финансировании строительства нового здания для школы. В начале 1901 года К. Л. Мюфке представил проект и смету в Академии Художеств в Санкт-Петербурге. Проект был утверждён академической комиссией, в составе которой были А. Н. Померанцев и Л. Н. Бенуа:22.
Возведение здания началось 13 мая 1901 года после ассигнования из бюджета первых 180 тыс. рублей. К ноябрю 1903 года строительные работы были полностью завершены:22-23.
Здание школы было выполнено в русском стиле, отличном от соседних зданий (Родионовского института, Промышленного училища), сочетавших элементы классицизма и эклектики. Это единственный проект зодчего в данном стиле. Северный фасад «терема» был обращён на Грузинскую улицу (ныне улице Карла Маркса) и огромный плац-парад за ней (ныне сквер Льва Толстого), а западный — на Институтскую улицу (ныне улица Толстого). Ранее здесь располагалась западная окраина площади Арского поля.
2 декабря 1903 года у школы горела крыша актового зала и был разрушен её верх. На реконструкцию здания было потрачено 25 тыс. рублей:23. Сохранились сведения о покупке К. Л. Мюфке некоторых материалов для строительства за собственный счёт, например, каменных колонн, украшающих входную группу. В ходе работ он внёс существенные изменения в архитектуру верхней части здания. Первоначально построенные пирамидальные «чердаки» на боковых ризалитах, увенчанные луковками, были замены на коньковые шатры с гребнями. Центральная восьмигранная пирамида с двуглавым орлом на четверике была заменена на большой стеклянный шлемовидный купол, расчерченный сеткой каркаса:23.
После доработок строительство было полностью завершено в 1905 году, в честь чего К. Л. Мюфке был награждён орденом Святого Станислава 3-й степени.
В целом, здание художественной школы полностью подчинялось своему функциональному назначению: в нём были предусмотрены просторные специальные классы для утреннего и вечернего рисунка, классы с зеркальными окнами, великолепный актовый и выставочные залы, целиком остеклённый третий этаж, предназначенный для мастерских художников. Для художественных мастерских преподавателей было сделано специальное наклонное освещение для рассеивания прямого попадания солнечных лучей:23.
С 1926 по 1929 годы в здании располагался индустриальный техникум повышенного типа; в 1929—1930 годах — политехнический институт; в 1930—1941 годах — институт инженеров коммунального строительства. В 1941—2003 годах здание являлось вторым корпусом Казанского авиационного института (КАИ), впоследствии технического университета (КГТУ им. А. Н. Туполева). В советский период был утрачен западный шатёр на крыше, здание кардинально перепланировалось. Наклонная стеклянная стена третьего этажа была заменена на вертикальное остекление. К началу 2000-х годов были забиты витражи, в плохом состоянии находилось внутреннее убранство.
В 2004 году здание было передано Казанскому художественному училищу. В 2005 году главный фасад здания был отреставрирован, в последующие годы осуществлены внутренние реставрационно-восстановительные работы.
К 2018 году здание, капитальный ремонт которого ни разу не проводился, пришло в аварийное состояние, были начаты ремонтно-восстановительные работы, срок завершения которых — середина 2022 года, хотя изначально реставрацию планировалось закончить в 2020 году.
Указом Президента Российской Федерации № 176 от 20 февраля 1995 года Здание Казанской художественной школы признано памятником градостроительства и архитектуры федерального значения.

## Интересные факты
- К. Л. Мюфке оказался одновременно заказчиком (как заведующий школой), проектировщиком (автором проекта) и непосредственным строителем («прорабом») здания Казанской художественной школы[4][8]:22.
- Изображение здания помещено на эмблему Казанского художественного училища.